# Dominik Ambrok
Dominik Ambrok herbu Odrowąż – skarbnik orszański w 1712 roku.